# Сапова, Людмила Владимировна
Людмила Владимировна Сапова (род. 3 мая 1984 в Москве) — российская профессиональная баскетболистка, игрок национальной сборной России. Мастер спорта России международного класса.

## Биография
В детстве два года занималась музыкой по классу аккордеона. Но в 11 лет предпочла перейти к занятиям спортом. По приглашению тренера, увидевшего её в школе, предпочла спорт музыкальным занятиям.

## Достижения
- Чемпионка Европы среди женщин: 2011
- Чемпионка Европы среди молодёжи: 2004
- Чемпионка Европы среди юниорок: 2000
- Серебряный призёр чемпионата мира среди молодёжных команд: 2001
- Бронзовый призёр Евролиги: 2015
- Серебряный призёр чемпионата России: 2005
- Бронзовый призёр чемпионата России: 2009, 2011, 2013, 2015, 2016, 2017
- Обладатель Кубка России: 2015, 2016
- Серебряный призер Кубка мира по баскетболу 3x3 2018[3].